# Мирний (Жирновський район)
Мирний (рос. Мирный) — селище у Жирновському районі Волгоградської області Російської Федерації.
Населення становить 57  осіб. Входить до складу муніципального утворення Олешниківське сільське поселення.

## Історія
Селище розташоване у межах українського історичного та культурного регіону Жовтий Клин.
Згідно із законом від 21 лютого 2005 року № 1009-ОД для населеного пункту було встановлено органом місцевого самоврядування Олешниківське сільське поселення.

## Населення
| 1926 | 2010 |
| ---- | ---- |
| 154  | ↘57  |